# Aula Dei 375
Aula Dei 375 es una variedad cultivar de ciruelo (Prunus domestica), de las denominadas ciruelas europeas,
una variedad de ciruela oriunda de la comunidad autónoma de Galicia, Monforte de Lemos (Lugo). Las frutas tienen un tamaño pequeño, color de piel amoratado, casi negro, por lo general uniforme, y pulpa de color verde amarillento, con una textura tierna, jugosa, y un sabor agradable aunque algo soso, recuerda al de moras maduras.

## Historia
'Aula Dei 375' variedad de ciruela local cuyos orígenes se sitúan en la zona de la comarca Tierra de Lemos, comunidad autónoma de Galicia, Monforte de Lemos (Lugo).
'Aula Dei 375' está cultivada en el banco de germoplasma de cultivos vivos de la Estación experimental Aula Dei de Zaragoza. Está considerada incluida en las variedades locales autóctonas muy antiguas, cuyo cultivo se centraba en comarcas muy definidas, que se caracterizan por su buena adaptación a sus ecosistemas, y podrían tener interés genético en virtud de su características organolepticas y resistencia a enfermedades, con vista a mejorar a otras variedades.

## Características
'Aula Dei 375' árbol de porte extenso, vigoroso, erguido, muy fértil y resistente. Las flores deben aclararse mucho para que los frutos alcancen un calibre más grueso. Tiene un tiempo de floración que comienza a partir del 16 de abril con el 10% de floración, para el 20 de abril tiene una floración completa (80%), y para el 29 de abril tiene un 90% de caída de pétalos.
'Aula Dei 375' tiene una talla de tamaño pequeño, de forma elíptica, asimétrica con un lado más desarrollado, superficie lisa o con ligera depresión en la zona ventral que continúa a veces en la parte inferior dorsal, presentando sutura con línea muy fina, superficial o en ligera depresión, en el último caso más visible por estar además muy recubierta de pruina;epidermis tiene una piel fina, recubierta de pruina azulada violácea, sin pubescencia, con color amoratado, casi negro, por lo general uniforme, con un punteado muy menudo casi imperceptible; Pedúnculo mediano, fino, leñoso, sin pubescencia, ubicado en una cavidad del pedúnculo estrechísima y superficial, casi imperceptiblemente rebajada en la sutura;pulpa de color verde amarillento, con una textura tierna, jugosa, y un sabor agradable aunque algo soso, recuerda al de moras maduras.
Hueso adherente en zona ventral, tamaño medio, elíptico, apuntado hacia la truncadura, surco dorsal muy marcado, los laterales más superficiales con desviaciones en el tercio pistilar, y con la superficie arenosa, poco esculpida.
Su tiempo de recogida de cosecha se inicia en su maduración en la primera quincena de julio.

## Usos
La ciruela 'Aula Dei 375' se comen crudas de fruta fresca en mesa, y debido a su sabor poco dulce, soso e insípido se transforma en mermeladas, almíbar de frutas o compotas para su mejor aprovechamiento.

## Cultivo
Autofértil, es una muy buena variedad polinizadora de todos los demás ciruelos.